# Il giardino segreto del signor Lopez
Il giardino segreto del signor Lopez (Las puertitas del senor Lopez) è un lungometraggio del 1988 diretto da Alberto Fischerman tratto dalla serie a fumetti Uscita di sicurezza.

## Trama
Il signor Lopez è un modesto impiegato dalla vita triste che però riesce a sfuggire alla sua triste realtà rifugiandosi in bagno.